# Station Hajnówka Wąskotorowa
Station Hajnówka Wąskotorowa is een station voor smalspoorlijnen in de Poolse plaats Hajnówka. Dit spoornet is ooit aangelegd door de Duitse bezetters in de Eerste Wereldoorlog om het in het Oerbos van Białowieża gekapte hout af te kunnen voeren. Er wordt alleen nog op een lijn naar het dorp Topiło gereden. Hiermee kunnen thans toeristen en andere geïnteresseerden naar het bos van Białowieża reizen.